# Тищенко Андрій Несторович
Тищенко Андрій Несторович (3 квітня 1960) — український академічний веслувальник.
Бронзовий призер Олімпійських Ігор 1980 року в складі вісімки.
Бронзовий призер Чемпіонату світу 1979 року в складі вісімки.